# 中央公園 (熊谷市)
中央公園（ちゅうおうこうえん）は、埼玉県熊谷市宮町にある熊谷市立の公園である。

## 歴史
熊谷市立富士見中学校が現中央公園北半分に1948年（昭和23年）に開校されたのちに、体育館プールなどを増築した結果、運動場がなくなり、熊谷市役所隣にあった旧中央公園を運動場代わりに使用していた。学校側からの強い要望により、1972年（昭和47年）11月に富士見中学校の移転が決まる。
1981年（昭和56年）に「熊谷市総合振興計画基本構想」を策定し、その中で富士見中学校移転後に市制50周年記念事業としてのメモリアルパークとして新しい中央公園が整備されることが決まる。
「緑のオアシス」をテーマに進められていた基本計画は1983年（昭和58年）4月にまとまり、総体的なテーマとして「緑と花と水と太陽」となった。シンボル広場、壁泉、憩いの広場、カナール、芝生広場、記念広場、子供の広場、展望休憩所、四季の道、花木園、緑化相談所のほか、トイレ、駐輪所、公衆電話などの施設の建設が予定された。3年間の工事期間で整備する。
1986年（昭和51年）5月2日 オープン。
1991年（平成3年）2月23日に、熊谷青年会議所が、京都の円山公園の枝垂れ桜の流れをくみ孫桜とされる「祇園枝垂れ桜」を植樹した。桜守の佐野藤右衛門が育てた。

## 年表
- 1969年4月1日 - 開設[8]
- 1983年 - 旧熊谷市立富士見中学校の跡地を利用し、敷地増設工事開始[9]
- 1983年 - 中央公園基本計画策定[10]
- 1985年 - 市位置標示石の設置[11]
- 1986年2月22日 - 国際青年年記念植樹[12]
- 1986年5月2日 - 開園[13]
- 1991年2月23日 - 祇園枝垂れ桜植樹[14]
- 2017年4月1日 - 公園の管理を指定管理者へ移行[15]

## 主な樹木
- 一重白彼岸枝垂桜
  - 熊谷直実の二人の姫の名前が愛称としてつけられている。「玉津留姫」は、1991年（平成3年）2月23日に公園の西に植樹された。「千代鶴姫」は、1991年（平成3年）2月23日に公園の中央南に植樹された[16]。

## 隣接施設
- 熊谷市役所